# Пластинский сельсовет
Пластинский сельсове́т — сельское поселение в Усманском районе Липецкой области. 
Административный центр — село Пластинки.

## История
В соответствии с законами Липецкой области №114-оз от 02.07.2004 и №126-оз от 23.09.2004 сельсовет наделён статусом сельского поселения, установлены границы муниципального образования.

## Население
| 2010 | 2012 | 2013 | 2014 | 2015 | 2016 | 2017 |
| ---- | ---- | ---- | ---- | ---- | ---- | ---- |
| 599  | ↘581 | ↘567 | ↗570 | ↘567 | ↗571 | ↘550 |
| 2018 | 2021 |      |      |      |      |      |
| ↘533 | ↗534 |      |      |      |      |      |

## Состав сельского поселения
| № | Населённый пункт | Тип населённого пункта       | Население |
| - | ---------------- | ---------------------------- | --------- |
| 1 | Васильевка       | село                         | →29       |
| 2 | Гаршино          | деревня                      | →10       |
| 3 | Пластинки        | село, административный центр | →516      |
| 4 | Ростовка         | деревня                      | →44       |